# Ledra
Genre
Ledra est un genre d'insectes de l'ordre des hémiptères (les hémiptères sont caractérisés par leurs deux paires d'ailes dont l'une, en partie cornée, est transformée en hémiélytre), de la famille des Cicadellidae.
Ces insectes communément appelés cicadelles, sont des insectes sauteurs et piqueurs et ils se nourrissent de la sève des végétaux grâce à leur rostre.

## Liste des espèces
En Europe, ce genre ne comprend qu'une seule espèce :
- Ledra aurita (Linnaeus, 1758) – le grand diable

Autres espèces :
- Ledra arcuatifrons Walker 1857 - Bornéo, Malaisie
- Ledra auditura Walker 1858 - Taiwan, Japon, China, Corée, Russie, Hong-Kong
- Ledra bilobata Schumacher 1915 - Taiwan, Japon
- Ledra buschi Schmidt 1926 - Indonésie occidentale
- Ledra cingalensis Distant - Sri Lanka
- Ledra concolor Walker, 1851 - Australie
- Ledra conicifrons Walker 1857 - Bornéo, Singapour
- Ledra conifera Walker 1857 - Bornéo, Singapour
- Ledra depravata Jacobi 1944 - Chine
- Ledra dilatata Walker 1851 - Inde, Sri Lanka, Myanmar
- Ledra dilatifrons Walker 1857 - Bornéo, Malaisie
- Ledra dorsalis Walker 1851 - Inde
- Ledra episcopalis Walker 1855 - Allemagne, Colombie
- Ledra gibba Walker 1851
- Ledra gigantea Distant 1909
- Ledra imitatrix Jacobi 1944
- Ledra intermedia Distant 1908
- Ledra kosempoensis Schumacher 1915
- Ledra laevis Walker 1851
- Ledra lineata Walker 1851
- Ledra longifrons Walker 1857
- Ledra muda Distant 1909
- Ledra mutica Fabricius 1803
- Ledra obtusifrons Walker 1857
- Ledra orientalis Ouchi 1938
- Ledra planifrons Walker 1857
- Ledra punctata Walker 1851
- Ledra quadricarina Walker 1858
- Ledra ranifrons Walker 1857
- Ledra reclinata Distant 1907
- Ledra rugosa Walker 1851
- Ledra serrulata Fabricius 1803
- Ledra solita (Walker)
- Ledra sternalis Jacobi 1944
- Ledra sublata Distant 1908
- Ledra truncatifrons Walker 1857
- Ledra tuberculifrons Walker 1857
- Ledra viridipennis Latreille 1811

## Sources
- (en) Fauna Europaea : Ledra Fabricius, 1803 (consulté le 21 mars 2023)
- Systematic Entomology Laboratory : http://www.sel.barc.usda.gov/Selhome/leafhoppers/HTML/L.html